# Бриевые (порядок)
Бриевые (лат. Bryales) — порядок многолетних мхов класса Листостебельные мхи.

## Описание
Представители данного порядка могут достигать в высоту 30 см. Многолетние, разнообразные по внешнему виду. Перистом двойной, из 16 зубцов, чаще всего бриоидного типа, иногда редуцирован. Могут размножаться различными вегетативными способами: выводковыми веточками, листочками, нитями, ризоидными клубеньками, почками, протонемой.

## Среда обитания и распространение
Преимущественно живут на поверхности почвы, в лесах и болотах, реже на скалах. Семейства Южного полушария могут быть полностью эпифитные.

## Классификация
Согласно базе данных Catalogue of Life на март 2025 года порядок включает следующие семейства:
- Bryaceae — Бриевые
- Leptostomataceae
- Phyllodrepaniaceae — Филлодрепаниевые
- Pulchrinodaceae
- Roellobryaceae

В классификации, предложенной Goffinet B. и W. R. Buck в 2006 году, порядок включает 7 семейств:
- Bryaceae — Бриевые
- Catoscopiaceae — Катаскопиевые
- Leptostomataceae
- Mniaceae — Мниевые
- Phyllodrepaniaceae — Филлодрепаниевые
- Pseudoditrichaceae — Псевдодитриховые
- Pulchrinodaceae